# Andaspis tokyoensis
Andaspis tokyoensis är en insektsart som beskrevs av Sadao Takagi och Kawai 1966. Andaspis tokyoensis ingår i släktet Andaspis och familjen pansarsköldlöss. Inga underarter finns listade i Catalogue of Life.